# هیلتاپ (اوهایو)
هیلتاپ (به انگلیسی: Hilltop) یک منطقهٔ مسکونی در ایالات متحده آمریکا است که در شهرستان ترامبل، اوهایو واقع شده‌است. هیلتاپ ۱٫۵ کیلومتر مربع مساحت و ۵۳۴ نفر جمعیت دارد و ۲۹۸ متر بالاتر از سطح دریا واقع شده‌است.